# Сьєрра-Віста
Сьєрра-Віста (англ. Sierra Vista) — місто (англ. city) в США, в окрузі Кочіс штату Аризона, найбільший населений пункт цього округу. Населення — 45 308 осіб (2020).

## Історія

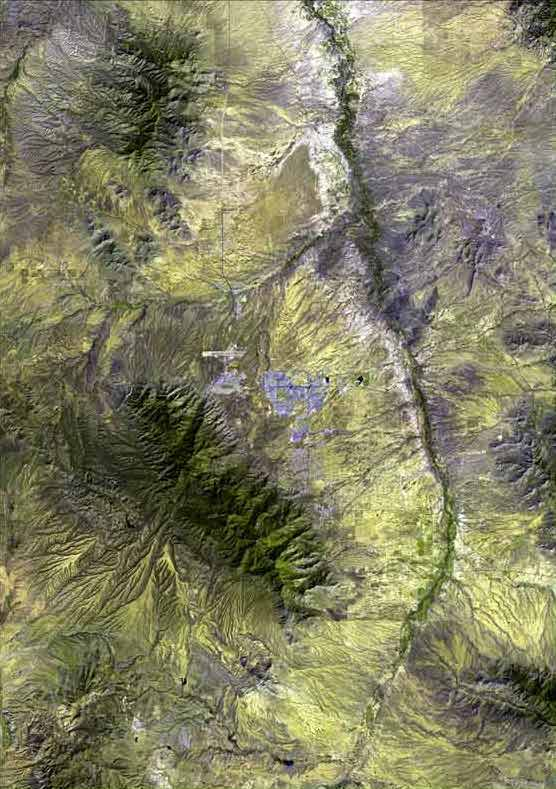
Сьєрра-Віста, вид з космосу

Історія Сьєрра-Віста почалася зі створення Форта-Гуачука в 1877 році. У форті була розташована база знаменитих «Солдатів Буффало» — кавалерійців армії США. Форт був створений для забезпечення південних кордонів Сполучених Штатів, що у той час роширювалися та для захисту поселенців від нападу індіанців.
Спочатку, райони навколо форту Гуачука залишалися практично незаселеними, за винятком декількох невеликих ранчо, розташованих уздовж річки Сан-Педро, недалеко від гір. Невелике співтовариство поступово почало зростати на схід від форту. У 1956 році ця громада була зареєстрована як Сьєрра-Віста. Форт Гуачука був приєднаний до міста в 1971 році.

## Географія
Сьєрра-Віста розташована за 70 миль на південний схід від Тусона за координатами 31°33′55″ пн. ш. 110°18′52″ зх. д. / 31.56528° пн. ш. 110.31444° зх. д. (31.565410, -110.314508). За даними Бюро перепису населення США в 2010 році місто мало площу 395,07 км², з яких 394,39 км² — суходіл та 0,68 км² — водойми.

### Клімат
Місто знаходиться у зоні, котра характеризується кліматом тропічних степів. Найтепліший місяць — липень із середньою температурою 26 °C (78.8 °F). Найхолодніший місяць — січень, із середньою температурою 8.7 °С (47.6 °F).
| Клімат Сьєрра-Вісти     | Клімат Сьєрра-Вісти | Клімат Сьєрра-Вісти | Клімат Сьєрра-Вісти | Клімат Сьєрра-Вісти | Клімат Сьєрра-Вісти | Клімат Сьєрра-Вісти | Клімат Сьєрра-Вісти | Клімат Сьєрра-Вісти | Клімат Сьєрра-Вісти | Клімат Сьєрра-Вісти | Клімат Сьєрра-Вісти | Клімат Сьєрра-Вісти | Клімат Сьєрра-Вісти |
| Показник                | Січ.                | Лют.                | Бер.                | Квіт.               | Трав.               | Черв.               | Лип.                | Серп.               | Вер.                | Жовт.               | Лист.               | Груд.               | Рік                 |
| Абсолютний максимум, °C | 27                  | 28                  | 30                  | 33                  | 37                  | 40                  | 39                  | 36                  | 37                  | 34                  | 30                  | 26                  | 40                  |
| Середній максимум, °C   | 15,9                | 17,6                | 21,2                | 25,3                | 29,8                | 33,9                | 33                  | 31,6                | 30,3                | 25,9                | 20,2                | 15,8                | 25,1                |
| Середня температура, °C | 8,7                 | 10,2                | 13,1                | 16,8                | 21,5                | 25,8                | 26                  | 25,1                | 23,3                | 18,6                | 12,8                | 9                   | 17,6                |
| Середній мінімум, °C    | 1,3                 | 2,8                 | 4,9                 | 8,3                 | 13,2                | 17,7                | 19                  | 18,6                | 16,2                | 11,1                | 5,3                 | 2,2                 | 10,1                |
| Абсолютний мінімум, °C  | −12                 | −10                 | −7                  | −4                  | 1                   | 8                   | 14                  | 12                  | 5                   | −1                  | −7                  | −13                 | −13                 |
| Норма опадів, мм        | 20                  | 10                  | 10                  | 0                   | 0                   | 0                   | 90                  | 80                  | 40                  | 20                  | 10                  | 20                  | 380                 |
| Днів з дощем            | 5                   | 4                   | 4                   | 2                   | 2                   | 3                   | 15                  | 13                  | 7                   | 4                   | 3                   | 5                   | 67                  |
| Днів зі снігом          | 1                   | 1                   | 1                   | 1                   | 0                   | 0                   | 0                   | 0                   | 0                   | 0                   | 1                   | 1                   | 6                   |
| Вологість повітря, %    | 46.6                | 42.9                | 31.7                | 24.4                | 22.1                | 23.9                | 47.6                | 55.4                | 46.9                | 37.1                | 36.7                | 45.3                | 38.3                |
| ----------------------- | ------------------- | ------------------- | ------------------- | ------------------- | ------------------- | ------------------- | ------------------- | ------------------- | ------------------- | ------------------- | ------------------- | ------------------- | ------------------- |
| Джерело: Weatherbase    |                     |                     |                     |                     |                     |                     |                     |                     |                     |                     |                     |                     |                     |

## Демографія
Згідно з переписом 2010 року, у місті мешкало 43 888 осіб у 17 059 домогосподарствах у складі 11 146 родин. Густота населення становила 111 особа/км².  Було 18742 помешкання (47/км²).
Расовий склад населення:
| - 74,5 % — білих - 9,0 % — чорних або афроамериканців - 4,1 % — азіатів - 1,1 % — корінних американців - 0,6 % — вихідців з тихоокеанських островів - 5,0 % — осіб інших рас |

До двох чи більше рас належало 5,7 %. Частка іспаномовних становила 19,4 % від усіх жителів.
За віковим діапазоном населення розподілялося таким чином: 23,0 % — особи молодші 18 років, 62,4 % — особи у віці 18—64 років, 14,6 % — особи у віці 65 років та старші. Медіана віку мешканця становила 33,1 року. На 100 осіб жіночої статі у місті припадало 103,6 чоловіків;  на 100 жінок у віці від 18 років та старших — 103,0 чоловіків також старших 18 років.
Середній дохід на одне домашнє господарство  становив 69 886 доларів США (медіана — 59 091), а середній дохід на одну сім'ю — 78 146 доларів (медіана — 67 898). Медіана доходів становила 55 615 доларів для чоловіків та 33 781 долар для жінок. За межею бідності перебувало 12,7 % осіб, у тому числі 17,1 % дітей у віці до 18 років та 6,5 % осіб у віці 65 років та старших.
Цивільне працевлаштоване населення становило 16 191 осіб. Основні галузі зайнятості: публічна адміністрація — 21,5 %, освіта, охорона здоров'я та соціальна допомога — 21,0 %, науковці, спеціалісти, менеджери — 12,6 %, мистецтво, розваги та відпочинок — 12,5 %.